# Frasnay-Reugny
Frasnay-Reugny település Franciaországban, Nièvre megyében. Lakosainak száma 80 fő (2022. január 1.). Frasnay-Reugny Rouy, Anlezy, Billy-Chevannes, Cizely, Fertrève és Tintury községekkel határos.

## Népesség
A település népességének változása:
| Lakosok száma | 80   | 84   | 93   | 88   | 85   | 82   | 79   | 79   | 80   |
|               | 2013 | 2015 | 2016 | 2017 | 2018 | 2019 | 2020 | 2021 | 2022 |